# Zeche Neuglück (Sprockhövel)
Die Zeche Neuglück war ein Steinkohlenbergwerk im Sprockhöveler Stadtteil Hiddinghausen-Rennebaum. Die Zeche war auch unter den Namen Zeche Neuglück im Braunsberge, Zeche Neue Glück, Zeche Neuglück im Haßlinger Gehölz und Zeche Neu Glücker Bäncke bekannt. Das Bergwerk befand sich im Bereich zwischen Schemmansberg und Hoppe/Am Rennebaum.

## Bergwerksgeschichte
Das Bergwerk war bereits im Jahr 1739 in Betrieb. Am 12. September des Jahres 1766 wurde ein Längenfeld vermessen. Ob das Längenfeld verliehen wurde, ist nicht bekannt. Das Stollenmundloch befand sich am Kreftingerbach in unmittelbarer Nähe der jetzigen Bundesautobahn 43. Abgebaut wurde im Flöz Dreckbank. Das Flöz war ein unreines Flöz mit einem Bergepacken zwischen den Kohlenschichten. Das Bergwerk wurde noch vor dem Jahr 1796 außer Betrieb genommen. Im Jahr 1826 wurde das Feld aus dem Lichtloch 22 erneut aufgeschlossen. Das Lichtloch gehörte zum Stock & Scherenberger Erbstollen. Im selben Jahr wurde östlich der Stock & Scherenberger Hauptverwerfung der Schacht Glücksanfang abgeteuft. Der Schacht hatte eine Teufe von 60 Metern. Wenige Jahre später wurde der Schacht Caroline abgeteuft.
Im Jahr 1830 war der Schacht Carolina in Förderung. Der Schacht war tonnlägig und hatte eine Teufe von 70 Metern. Im Jahr 1835 waren die Schächte Besseredich und Carolina in Betrieb. Im Jahr 1840 war der Schacht Besseredich in Betrieb. Im Jahr 1845 war der Schacht Ernst in Betrieb. Im gleichen Jahr wurde mit der Zeche Nachtigall und dem Dreckbänker Erbstollen eine Betriebsgemeinschaft gebildet. Zweck dieser Betriebsgemeinschaft war das Abteufen eines gemeinsamen Schachtes. Im Jahr 1847 war der Schacht Ernst weiterhin in Betrieb. Im Jahr 1850 waren die Schächte Vincke und Ernst in Betrieb. Im Jahr 1853 war das Bergwerk zunächst noch in Betrieb. In der Zeit vom 20. August 1853 bis zum 3. Mai des Jahres 1855 konsolidierte die Zeche Neuglück mit der Zeche Nachtigall zur Zeche Vereinigte Nachtigall & Neuglück.

## Förderung und Belegschaft
Die ersten Förderzahlen des Bergwerks stammen aus dem Jahr 1830, es wurden 1719 Tonnen Steinkohle gefördert. Im Jahr 1835 stieg die Förderung auf 2061 Tonnen Steinkohle. Im Jahr 1838 wurden 7797 preußische Tonnen Steinkohle gefördert. Im Jahr 1840 wurden 5378 preußische Tonnen Steinkohle gefördert. Im Jahr 1842 wurden 4192 preußische Tonnen Steinkohle gefördert. Die ersten Belegschaftszahlen stammen aus dem Jahr 1845, es waren zwölf Bergleute auf dem Bergwerk angelegt. Die Förderung in diesem Jahr betrug 1996 Tonnen Steinkohle. Die letzten bekannten Förderzahlen des Bergwerks stammen aus dem Jahr 1850, es wurden 4449 Tonnen Steinkohle gefördert.

## Heutiger Zustand
Von der Zeche Neuglück ist nur noch wenig erhalten geblieben. An die Schächte Caroline und Glücksanfang erinnern heute noch die Schachtpingen und die etwas größeren Bergehalden. Die Halde an Schacht Caroline entstand durch die Aufschüttung von Bergemitteln, die beim Abbau von Flöz Dreckbank übriggeblieben waren. Die Schachtpingen und Halden sind Bestandteil des Deutschland-Bergbauwanderweges des AK Sprockhövel.